# الکسیس جونز (بازیکن بسکتبال)
الکسیس جونز (انگلیسی: Alexis Jones؛ زادهٔ ۸ مهٔ ۱۹۹۴) بازیکن بسکتبال اهل ایالات متحده آمریکا است.
وی در مسابقات کشوری و بین‌المللی در مجموع برندهٔ ۱ مدال طلا شده‌است.